# Aldo Ray
Aldo Ray, född Aldo Da Re den 25 september 1926 i Pen Argyl i Northampton County, Pennsylvania, död 27 mars 1991 i Martinez, Kalifornien, var en amerikansk skådespelare.

## Filmografi i urval
- 1951 – Saturday's Hero
- 1951 – Postrånarna
- 1952 – Kär och galen
- 1952 – Feminint fenomen
- 1953 – Miss Sadie Thompson
- 1953 – Hon dansade en natt
- 1955 – Trasiga änglar
- 1957 – Misstänkt för rån
- 1957 – Män i krig
- 1958 – De nakna och de döda
- 1958 – Guds lilla land
- 1960 – Det perfekta inbrottet
- 1964 – Burke's Law (TV-serie)
- 1964 – Revansch i sol
- 1966 – Vad gjorde du egentligen i kriget, farsan?
- 1968 – De gröna baskrarna
- 1969 – Love, American Style (TV-serie)
- 1972 – Bröderna Cartwright (TV-serie)
- 1982 – Brisby och Nimhs hemlighet (röst)
- 1985 – Maktkamp på Falcon Crest (TV-serie)